# کاج وولمیا
کاج وولمیا (نام علمی: Wollemia nobilis) نام یک درخت همیشه‌سبز از تیره مطبق‌کاجیان است. ارتفاع درخت ۲۵ تا ۴۰ متر است. پوست کاج وولمیا قلمبه قلمبه و قهوه‌ای تیره است. یکی از زیستگاه‌های این درخت زینتی کشور استرالیا می‌باشد.